# Ховрін Микола Іванович
Мико́ла Іва́нович Ховрін (19 грудня 1922, місто Владивосток, тепер Російська Федерація — 26 квітня 2008, місто Москва) — радянський військово-морський діяч, командувач Чорноморського флоту, адмірал. Депутат Верховної Ради СРСР 9—10-го скликань. Член ЦК КПУ в 1976—1986 р.

## Біографія
Народився в родині робітника. У 1940 році закінчив середню школу.
У 1940—1941 роках — курсант спеціальної військово-морської школи. У березні 1941 — квітні 1945 року — курсант Тихоокеанського вищого військово-морського училища імені Макарова.
Член ВКП(б) з 1943 року.
Після закінчення училища з 1945 року служив штурманом сторожового корабля Тихоокеанського флоту, брав участь у війні із Японією.
З 1948 року — штурман дивізіону тральщиків Тихоокеанського флоту, помічник командира есмінця. У 1951—1953 роках — командир есмінця.
У 1953—1955 роках — старший помічник командира, а у листопаді 1955 — грудні 1957 року — командир легкого крейсера «Лазар Каганович» ескадри кораблів Тихоокеанського флоту.
У 1958—1960 роках — слухач Військово-морської академії.
У 1960—1961 роках — командир бригади есмінців. У 1961—1964 роках — начальник штабу, у 1964—1968 роках — командир дивізії кораблів Тихоокеанського флоту.
У 1968—1970 роках — командир 10-ї оперативної ескадри Червонопрапорного Тихоокеанського флоту.
У грудні 1970—1974 роках — 1-й заступник командувача Червонопрапорного Північного флоту.
У березні 1974 — квітні 1983 року — командувач Червонопрапорного Чорноморського флоту.
У 1983—1991 роках — заступник Головнокомандувача Об'єднаних збройних сил держав — учасниць Варшавського Договору з Військово-Морського флоту.
З 1991 року — у відставці. Проживав у Москві, де й похований.

## Звання
- контр-адмірал (1965)
- віце-адмірал (1970)
- адмірал (13.02.1976)

## Нагороди
- орден Леніна (15.02.1979)
- два ордени Жовтневої Революції (21.02.1974; 19.02.1986)
- орден Червоного Прапора (20.02.1991)
- два ордени Вітчизняної війни 1-го ст. (20.10.1945; 11.03.1985)
- два ордени Червоної Зірки (26.10.1955; 21.02.1967)
- медалі